# Петеріс Федерс
Петеріс Федерс (латис. Pēteris Feders; 17 липня 1868, Казань — 8 листопада 1936, Єлгава) — латвійський архітектор, педагог.
Стояв у витоків заснування Латвійської Академії Мистецтв. Один з творців комплексу Братського кладовища в Ризі.

## Біографія
Народився в Казані 17 липня 1868. Племінник живописця Юлійса Федерса.
Отримав домашню освіту. У 1888 отримав атестат реального училища, восени того ж року вступив до Імператорської академії мистецтв.
У 1894 закінчив зі званням класного художника 1-го ступеня. За час навчання отримав 2 срібні медалі за живопис, 2 срібні і малу золоту (1893) за програму «Готель для приїжджих до столиці». 
Після закінчення Академії мистецтв працював архітектором на Сестрорецком збройовому заводі і на Морському Охтенському полігоні.
У 1898 запрошений Л. М. Бенуа як помічник на будівництво собору Св. Блгв. Олександра Невського в Варшаву.
В 1901 отримав посаду викладача архітектури Варшавському політехнічному інституті, з 1915 — професор.
У 1906 призначений в розпорядження Варшавського Генерал-Губернатора.
У 1907 — член комітету, завідувача Цехоцінского водолікувального закладу.
У 1910 отримав звання академіка.
У 1916 покинув Варшаву з російською адміністрацією і переїхав до Риги.
У 1921 брав участь у створенні Латвійської Академії Мистецтв. Професор, проректор. Викладав до 1935.
Один з авторів величного меморіального комплексу Братського цвинтаря. У 1930 році став головою Комітету Братського кладовища.
До останніх днів вів активну архітектурну роботу на території всієї Латвії.
C 1932 працює в Єлгаві — начальником відділу реконструкції міста .
Помер 8 листопада 1936 в власному будинку в Єлгаві.
Похований на Лісовому кладовищі в Ризі. У 1939 році на могилі встановлено пам'ятник роботи скульпторів Олександра Бірзеніекса та Карліса Зале.

## Будівлі в Санкт-Петербурзі
- Корпус і технічні споруди Сестрорецкого збройового заводу
- Дача Глибоцького (російський стиль) в Сестрорєцьку
- Перебудова будинку Грінленд — Конногвардейский бульвар, будинок 9 (в стилі ренесансу)

## Роботи в Варшаві
- Церква з дзвіницею в Творковском будинку для душевнохворих (російсько-візантійський стиль)
- Дзвіниця церкви лейб-гвардії Уланського полку (новгородсько-псковський)
- Будинок М. Шелехова по Єрусалимській алеї № 93 (ампір)
- Магазин М. Шелехова, внутрішній устрій, на Новому Світі (російський)
- Магазин М. Шелехова на Сенаторській вул. (Ампір)
- Зал зборів в будинку військового відомства на Саксонській пл. (Ренесанс)
- Усипальниця преосвященного Ієроніма, церква в підвалі вже існуючого храму (російська, московського періоду)
- Усипальниця родини Шелехова (російська, московського періоду)
- Серія великих надгробних пам'ятників і каплиць, виконаних для фірми «Норблін і Бортмовскій», поставлених як у Варшаві, так і в Лодзі.
- Духовне училище в Варшаві (новгородсько-псковський)
- Будинок соборного причту (ренесанс)
- Народний дім у Варшаві, спільно з арх. Якуніним (класичний Грецький)
- Російський театр, спільно з військовими інженерами Овчинниковим і Третьяковим (ренесанс).

## В інших містах Росії
- Астрахань — особняк М. Шелехова (ренесанс)
- Маків (Кам'янець-Подільська губ.) — палац М. і А. Журовського (ранній польський ренесанс)
- Новорадомск — церква
- Будинок для гостей у маєтку директора банку А. Патона, там же переробка фасаду старого будинку.
- Цехоцинек — естрада в саду (Закопянскій стиль). Кегельбан і Біоскоп. Соляні і грязьові ванни (польсько-романський).
- Нижній Новгород — адміністративні, навчальні та лабораторні корпуси Політехнічного інституту (евакуйований з Варшави в 1916, нині — Нижегородський державний технічний університет).[6] Водонапірна вежа, електростанція. Виставковий павільйон (в районі нинішньої площі Лядова). У співавторстві з академіком архітектором В. О. Покровським.

## Роботи в Латвії
- 1924—1936 Петеріс Федерс спільно зі скульптором Карлісом Зале, архітектором Олександром Бірзеніексом і ландшафтним дизайнером Андрієм Зейдаксом працював в Ризі над створенням меморіального комплексу Братського цвинтаря.
- Дача в Асарі (Юрмала).
- 1932—1936 займався реконструкцією і плануванням Єлгави.
- Залізничні вокзали та станції: Асарі, Сігулда, Гулбене, Бене та Інчукалнс.

## Друковані праці П. Федерса
- Літографованих: курси читання в політехнічному інституті: 1. Частини будівель, 2. Перспектива.